# Herrarnas K-1 1000 meter i kanotsport vid olympiska sommarspelen 2008
Herrarnas K-1 1000 meter vid olympiska sommarspelen 2008 hölls på Shunyi Olympic Rowing-Canoeing Park i Peking. 

## Medaljörer
| Gren            | Guld                        | Silver                   | Brons                  |
| K-1, 1000 meter | Tim Brabants Storbritannien | Eirik Verås Larsen Norge | Ken Wallace Australien |

## Resultat

### Heat

#### Heat 1
| Placering | Kanotist                | Land           | Tid      | Noteringar |
| --------- | ----------------------- | -------------- | -------- | ---------- |
| 1         | Tim Brabants            | Storbritannien | 3:27.828 | QF         |
| 2         | Zoltán Benkő            | Ungern         | 3:29.542 | QS         |
| 3         | Markus Oscarsson        | Sverige        | 3:30.044 | QS         |
| 4         | Emanuel Silva           | Portugal       | 3:31.843 | QS         |
| 5         | Shaun Rubenstein        | Sydafrika      | 3:36.134 | QS         |
| 6         | Dmitrij Torlopov        | Kazakstan      | 3:39.671 | QS         |
| 7         | Manuel Cortina Martínez | Mexiko         | 3:41.433 | QS         |
| 8         | Myint Tayzar Phone      | Myanmar        | 3:53.578 |            |
| 9         | Assane Dame Fall        | Senegal        | 4:07.061 |            |

#### Heat 2
| Placering | Kanotist               | Land                  | Tid      | Noteringar |
| --------- | ---------------------- | --------------------- | -------- | ---------- |
| 1         | Adam van Koeverden     | Kanada                | 3:29.622 | QF         |
| 2         | Stjepan Janić          | Kroatien              | 3:31.369 | QS         |
| 3         | Ben Fouhy              | Nya Zeeland           | 3:33.037 | QS         |
| 4         | Jernej Zupancic Regent | Slovenien             | 3:33.289 | QS         |
| 5         | Michael Kolganov       | Israel                | 3:38.207 | QS         |
| 6         | Rami Zur               | USA                   | 3:38.693 | QS         |
| 7         | Jorge Garcia           | Kuba                  | 3:38.866 | QS         |
| 8         | Kotoua Francis Abia    | Elfenbenskusten       | 4:14.411 |            |
| 9         | Alcino Silva           | São Tomé och Príncipe | 4:28.057 |            |

#### Heat 3
| Placering | Kanotist                 | Land         | Tid      | Noteringar |
| --------- | ------------------------ | ------------ | -------- | ---------- |
| 1         | Eirik Verås Larsen       | Norge        | 3:29.043 | QF         |
| 2         | Ken Wallace              | Australien   | 3:30.306 | QS         |
| 3         | Max Hoff                 | Tyskland     | 3:30.316 | QS         |
| 4         | Anton Ryachov            | Ryssland     | 3:38.381 | QS         |
| 5         | Pan Yao                  | Kina         | 3:40.774 | QS         |
| 6         | Miguel Correa            | Argentina    | 3:45.695 | QS         |
| 7         | Rudolph Berking-Williams | Samoa        | 4:00.784 | QS         |
| 8         | Tony Lespoir             | Seychellerna | 4:05.890 |            |

### Semifinaler

#### Semifinal 1
| Placering | Kanotist                 | Land        | Tid      | Noteringar |
| --------- | ------------------------ | ----------- | -------- | ---------- |
| 1         | Ken Wallace              | Australien  | 3:33.255 | QF         |
| 2         | Ben Fouhy                | Nya Zeeland | 3:33.542 | QF         |
| 3         | Markus Oscarsson         | Sverige     | 3:33.906 | QF         |
| 4         | Shaun Rubenstein         | Sydafrika   | 3:36.969 |            |
| 5         | Anton Ryachov            | Ryssland    | 3:37.017 |            |
| 6         | Jernej Zupancic Regent   | Slovenien   | 3:41.730 |            |
| 7         | Rami Zur                 | USA         | 3:46.204 |            |
| 8         | Dmitrij Torlopov         | Kazakstan   | 3:47.212 |            |
| 9         | Rudolph Berking-Williams | Samoa       | 4:04.658 |            |

#### Semifinal 2
| Placering | Kanotist                | Land      | Tid      | Noteringar |
| --------- | ----------------------- | --------- | -------- | ---------- |
| 1         | Max Hoff                | Tyskland  | 3:32.847 | QF         |
| 2         | Stjepan Janić           | Kroatien  | 3:33.942 | QF         |
| 3         | Zoltán Benkő            | Ungern    | 3:34.473 | QF         |
| 4         | Emanuel Silva           | Portugal  | 3:34.508 |            |
| 5         | Jorge Garcia            | Kuba      | 3:41.219 |            |
| 6         | Pan Yao                 | Kina      | 3:41.539 |            |
| 7         | Manuel Cortina Martínez | Mexiko    | 3:43.017 |            |
| 8         | Michael Kolganov        | Israel    | 3:43.108 |            |
| 9         | Miguel Correa           | Argentina | 3:51.715 |            |

### Final
| Placering | Kanotist           | Land           | Tid      | Noteringar |
| --------- | ------------------ | -------------- | -------- | ---------- |
|           | Tim Brabants       | Storbritannien | 3:26.323 |            |
|           | Eirik Verås Larsen | Norge          | 3:27.342 |            |
|           | Ken Wallace        | Australien     | 3:27.485 |            |
| 4         | Ben Fouhy          | Nya Zeeland    | 3:29.193 |            |
| 5         | Max Hoff           | Tyskland       | 3:29.391 |            |
| 6         | Markus Oscarsson   | Sverige        | 3:30.198 |            |
| 7         | Stjepan Janić      | Kroatien       | 3:30.495 |            |
| 8         | Adam van Koeverden | Kanada         | 3:31.793 |            |
| 9         | Zoltán Benkő       | Ungern         | 3:32.120 |            |